# European Rugby Champions Cup 2022-2023
European Rugby Champions Cup 2022-23 fu la 28ª edizione della massima competizione europea per club di rugby a 15, la 9ª organizzata da European Professional Club Rugby (EPCR).
Si tenne dal 9 dicembre 2022 al 20 maggio 2023 tra 24 squadre provenienti da Francia, Inghilterra, Galles, Irlanda, Scozia e, per la prima volta, Sudafrica, nel formato di due gironi da dodici squadre ciascuno con passaggio agli ottavi delle prime otto di ogni girone.
Per l'ultima stagione fu nota, per ragioni di sponsorizzazione, con il nome commerciale di Heineken Champions Cup: l'accordo commerciale con il birrificio olandese, infatti, era scaduto al termine della stagione precedente, ma le parti giunsero a un accordo per prolungarlo di un ulteriore anno.
In Francia, Paese in cui la legge Évin del 1991 proibisce l'uso di associazione di marchi di tabacco e alcolici a eventi sportivi, la competizione fu nota come Champions Cup 2022-23.
Le 24 squadre provennero in egual misura dai campionati inglese, francese e celtico in ragione di 8 squadre ciascuno.
La finale di Dublino fu la fotocopia di quella dell'anno precedente tra Leinster e La Rochelle, e come nel 2022, fu il club francese a vincere, per la sua seconda vittoria assoluta e consecutiva.
Per Leinster si trattò invece dell'ennesimo mancato appuntamento con il quinto titolo dopo la quarta vittoria del 2018.
Il valore delle marcature, come stabilito da World Rugby nel 2017, è: 5 punti per ciascuna meta (7 se trasformata), 7 punti per la meta tecnica, 3 punti per la realizzazione di ciascun calcio piazzato, idem per il drop.

## Formula
I club partecipanti furono ripartiti in ordine di seeding a seconda del loro piazzamento nella propria competizione di lega.
Le sei squadre di rango più alto furono le tre prime e le tre seconde dei propri campionati; a seguire le terze e le quarte; al terzo livello le quinte e le seste e, infine, al livello più basso, le settime e le ottave.
I due gironi da 12 squadre ciascuno furono, quindi, composti da tre squadre ciascuna provenienti dai quattro livelli così determinati, con l'accortezza di non inserire nello stesso girone club a pari livello provenienti dallo stesso campionato.
Nella fase a gironi furono anche evitati incontri tra club provenienti dallo stesso campionato.
Nella fase a gironi ogni squadra disputò due incontri in casa e due in trasferta, e le prime otto di ogni girnone accedettero ai play-off.
Il punteggio ai fini della classifica fu quello a bonus dell'Emisfero Sud, che per ogni partita prevede:
- 4 punti per la vittoria
- 2 punti ciascuno per il pareggio
- 0 punti per la sconfitta
- 1 punto aggiuntivo per la o le squadre che realizzino almeno 4 mete
- 1 eventuale punto per la squadra sconfitta con sette o meno punti di scarto,

mentre le discriminanti per arrivo a pari punti furono, nell'ordine, la miglior differenza punti/marcati subiti, il maggior numero di mete marcate, il minor numero di giocatori sanzionati per infrazioni disciplinari e, infine, il sorteggio.
Gli accoppiamenti degli ottavi di finale dei play-off furono (la lettera rappresenta il girone mentre il numero la posizione in classifica):
1. Squadra A1 – Squadra B8
2. Squadra A2 – Squadra B7
3. Squadra A3 – Squadra B6
4. Squadra A4 – Squadra B5
5. Squadra B4 – Squadra A5
6. Squadra B3 – Squadra A6
7. Squadra B2 – Squadra A7
8. Squadra B1 – Squadra B8

da disputarsi in gara unica con vantaggio del campo interno per le squadre classificatesi dal primo al quarto posto nel girone.
I quarti di finale, da tenersi in gara unica, furono predeterminati dai seguenti accoppiamenti:
1. Vincitore OF 1 – Vincitore OF 5
2. Vincitore OF 7 – Vincitore OF 3
3. Vincitore OF 2 – Vincitore OF 6
4. Vincitore OF 8 – Vincitore OF 4

Le successive semifinali furono:
1. Vincitore QF 1 – Vincitore QF 2
2. Vincitore QF 3 – Vincitore QF 4

La finale si tenne in gara unica all'Aviva Stadium di Dublino, in Irlanda.

## Squadre partecipanti
| Girone A        | Girone B     |
| --------------- | ------------ |
| Bordeaux Bègles | Clermont     |
| Bulls           | La Rochelle  |
| Castres         | Leicester    |
| Edimburgo       | London Irish |
| Exeter          | Montpellier  |
| Gloucester      | Munster      |
| Harlequins      | Northampton  |
| Leinster        | Ospreys      |
| Lione           | Sale Sharks  |
| Racing 92       | Stormers     |
| Saracens        | Tolosa       |
| Sharks          | Ulster       |

## Fase a gironi

### Girone A
|            | 1ª giornata            |       |
| ---------- | ---------------------- | ----- |
| 10-12-2022 | Racing 92 — Leinster   | 10-42 |
| 10-12-2022 | Sharks — Harlequins    | 39-31 |
| 10-12-2022 | Gloucester — B.-Bègles | 22-17 |
| 10-12-2022 | Bulls — Lione          | 42-36 |
| 10-12-2022 | Castres — Exeter       | 12-27 |
| 11-12-2022 | Saracens — Edimburgo   | 30-26 |
|            |                        |       |
|            | 4ª giornata            |       |
| 20-1-2023  | Lione — Bulls          | 31-7  |
| 21-1-2023  | Harlequins — Sharks    | 39-29 |
| 21-1-2023  | B.-Bègles — Gloucester | 17-26 |
| 21-1-2023  | Leinster — Racing 92   | 36-10 |
| 21-1-2023  | Exeter — Castres       | 40-3  |
| 22-1-2023  | Edimburgo — Saracens   | 20-14 |

|            | 2ª giornata            |       |
| ---------- | ---------------------- | ----- |
| 16-12-2022 | Leinster — Gloucester  | 57-0  |
| 16-12-2022 | B.-Bègles — Sharks     | 16-19 |
| 17-12-2022 | Exeter — Bulls         | 44-14 |
| 17-12-2022 | Edimburgo — Castres    | 31-20 |
| 17-12-2022 | Lione — Saracens       | 20-28 |
| 18-12-2022 | Harlequins — Racing 92 | 14-10 |

|           | 3ª giornata            |       |
| --------- | ---------------------- | ----- |
| 14-1-2023 | Gloucester — Leinster  | 14-49 |
| 14-1-2023 | Sharks — B.-Bègles     | 32-3  |
| 14-1-2023 | Bulls — Exeter         | 39-28 |
| 14-1-2023 | Saracens — Lione       | 48-28 |
| 15-1-2023 | Castres — Edimburgo    | 21-34 |
| 15-1-2023 | Racing 92 — Harlequins | 30-29 |

### Classifica
| Pos | Squadra         | G | V | N | P | PF  | PS  | DP   | BMP | Pt |
| --- | --------------- | - | - | - | - | --- | --- | ---- | --- | -- |
| 1   | Leinster        | 4 | 4 | 0 | 0 | 184 | 34  | +150 | 4   | 20 |
| 2   | Exeter          | 4 | 3 | 0 | 1 | 139 | 68  | +71  | 4   | 16 |
| 3   | Sharks          | 4 | 3 | 0 | 1 | 119 | 89  | +30  | 3   | 15 |
| 4   | Saracens        | 4 | 3 | 0 | 1 | 120 | 94  | +26  | 3   | 15 |
| 5   | Edimburgo       | 4 | 3 | 0 | 1 | 111 | 85  | +26  | 3   | 15 |
| 6   | Harlequins      | 4 | 2 | 0 | 2 | 113 | 108 | +5   | 4   | 12 |
| 7   | Bulls           | 4 | 2 | 0 | 2 | 102 | 139 | −37  | 2   | 10 |
| 8   | Gloucester      | 4 | 2 | 0 | 2 | 62  | 140 | −78  | 1   | 9  |
| 9   | Lione           | 4 | 1 | 0 | 3 | 115 | 125 | −10  | 4   | 8  |
| 10  | Racing 92       | 4 | 1 | 0 | 3 | 60  | 121 | −61  | 1   | 5  |
| 11  | Bordeaux Bègles | 4 | 0 | 0 | 4 | 53  | 99  | −46  | 2   | 2  |
| 12  | Castres         | 4 | 0 | 0 | 4 | 56  | 132 | −76  | 0   | 0  |

### Girone B
|            | 1ª giornata                |       |
| ---------- | -------------------------- | ----- |
| 9-12-2022  | London Irish — Montpellier | 27-32 |
| 10-12-2022 | Clermont — Stormers        | 24-14 |
| 10-12-2022 | La Rochelle — Northampton  | 46-12 |
| 11-12-2022 | Sale Sharks — Ulster       | 39-0  |
| 11-12-2022 | Munster — Tolosa           | 13-18 |
| 11-12-2022 | Ospreys — Leicester        | 17-23 |
|            |                            |       |
|            | 4ª giornata                |       |
| 20-1-2023  | Leicester — Ospreys        | 26-27 |
| 21-1-2023  | Northampton — La Rochelle  | 13-31 |
| 21-1-2023  | Stormers — Clermont        | 30-16 |
| 21-1-2023  | Ulster — Sale Sharks       | 22-11 |
| 22-1-2023  | Montpellier — London Irish | 21-21 |
| 22-1-2023  | Tolosa — Munster           | 20-16 |

|            | 2ª giornata             |       |
| ---------- | ----------------------- | ----- |
| 17-12-2022 | Leicester — Clermont    | 23-16 |
| 17-12-2022 | Ulster — La Rochelle    | 29-36 |
| 17-12-2022 | Stormers — London Irish | 34-14 |
| 17-12-2022 | Montpellier — Ospreys   | 10-21 |
| 18-12-2022 | Northampton — Munster   | 6-17  |
| 18-12-2022 | Tolosa — Sale Sharks    | 45-19 |

|           | 3ª giornata             |       |
| --------- | ----------------------- | ----- |
| 13-1-2023 | Clermont — Leicester    | 29-44 |
| 14-1-2023 | Sale Sharks — Tolosa    | 5-27  |
| 14-1-2023 | Munster — Northampton   | 27-23 |
| 14-1-2023 | La Rochelle — Ulster    | 7-3   |
| 14-1-2023 | Ospreys — Montpellier   | 35-29 |
| 15-1-2023 | London Irish — Stormers | 14-28 |

#### Classifica
| Pos | Squadra      | G | V | N | P | PF  | PS  | DP  | BMP | Pt |
| --- | ------------ | - | - | - | - | --- | --- | --- | --- | -- |
| 1   | La Rochelle  | 4 | 4 | 0 | 0 | 120 | 57  | +63 | 2   | 18 |
| 2   | Tolosa       | 4 | 4 | 0 | 0 | 110 | 53  | +57 | 1   | 17 |
| 3   | Stormers     | 4 | 3 | 0 | 1 | 106 | 68  | +38 | 3   | 15 |
| 4   | Leicester    | 4 | 3 | 0 | 1 | 116 | 89  | +27 | 2   | 14 |
| 5   | Ospreys      | 4 | 3 | 0 | 1 | 100 | 88  | +12 | 2   | 14 |
| 6   | Munster      | 4 | 2 | 0 | 2 | 73  | 67  | +6  | 2   | 10 |
| 7   | Montpellier  | 4 | 1 | 1 | 2 | 92  | 104 | −12 | 3   | 9  |
| 8   | Ulster       | 4 | 1 | 0 | 3 | 54  | 93  | −39 | 3   | 7  |
| 9   | Clermont     | 4 | 1 | 0 | 3 | 85  | 111 | −26 | 2   | 6  |
| 10  | Sale Sharks  | 4 | 1 | 0 | 3 | 74  | 94  | −20 | 1   | 5  |
| 11  | London Irish | 4 | 0 | 1 | 3 | 76  | 115 | −39 | 1   | 3  |
| 12  | Northampton  | 4 | 0 | 0 | 4 | 54  | 121 | −67 | 1   | 1  |

## Fase finale
|  | Ottavi di finale | Ottavi di finale | Ottavi di finale |             |             | Quarti di finale | Quarti di finale | Quarti di finale |  |  | Semifinali | Semifinali | Semifinali |  |  | Finale | Finale | Finale |  |
|  |                  |                  |                  |             |             |                  |                  |                  |  |  |            |            |            |  |  |        |        |        |  |
|  | A1               | Leinster         | 30               |             |             |                  |                  |                  |  |  |            |            |            |  |  |        |        |        |  |
|  | A1               | Leinster         | 30               |             |             |                  |                  |                  |  |  |            |            |            |  |  |        |        |        |  |
|  | B8               | Ulster           | 15               |             |             |                  |                  |                  |  |  |            |            |            |  |  |        |        |        |  |
|  | B8               | Ulster           | 15               |             | Leinster    | Leinster         | 55               |                  |  |  |            |            |            |  |  |        |        |        |  |
|  |                  |                  |                  |             | Leinster    | Leinster         | 55               |                  |  |  |            |            |            |  |  |        |        |        |  |
|  |                  |                  | Leicester        | Leicester   | 24          |                  |                  |                  |  |  |            |            |            |  |  |        |        |        |  |
|  | B4               | Leicester        | Leicester        | Leicester   | 24          | 16               |                  |                  |  |  |            |            |            |  |  |        |        |        |  |
|  | B4               | Leicester        |                  |             |             |                  |                  |                  |  |  |            |            |            |  |  |        |        |        |  |
|  | A5               | Edimburgo        | 6                |             |             |                  |                  |                  |  |  |            |            |            |  |  |        |        |        |  |
|  | A5               | Edimburgo        | 6                |             | Leinster    | Leinster         | 41               |                  |  |  |            |            |            |  |  |        |        |        |  |
|  |                  |                  |                  |             |             |                  |                  |                  |  |  |            |            |            |  |  |        |        |        |  |
|  |                  |                  | Tolosa           | Tolosa      | 22          |                  |                  |                  |  |  |            |            |            |  |  |        |        |        |  |
|  | B2               | Tolosa           | Tolosa           | Tolosa      | 22          | 33               |                  |                  |  |  |            |            |            |  |  |        |        |        |  |
|  | B2               | Tolosa           |                  |             |             |                  |                  |                  |  |  |            |            |            |  |  |        |        |        |  |
|  | A7               | Bulls            | 9                |             |             |                  |                  |                  |  |  |            |            |            |  |  |        |        |        |  |
|  | A7               | Bulls            | 9                |             | Tolosa      | Tolosa           | 54               |                  |  |  |            |            |            |  |  |        |        |        |  |
|  |                  |                  |                  |             | Tolosa      | Tolosa           | 54               |                  |  |  |            |            |            |  |  |        |        |        |  |
|  |                  |                  | Sharks           | Sharks      | 20          |                  |                  |                  |  |  |            |            |            |  |  |        |        |        |  |
|  | A3               | Sharks           | Sharks           | Sharks      | 20          | 50               |                  |                  |  |  |            |            |            |  |  |        |        |        |  |
|  | A3               | Sharks           |                  |             |             |                  |                  |                  |  |  |            |            |            |  |  |        |        |        |  |
|  | B6               | Munster          | 35               |             |             |                  |                  |                  |  |  |            |            |            |  |  |        |        |        |  |
|  | B6               | Munster          | 35               |             | Leinster    | Leinster         | 26               |                  |  |  |            |            |            |  |  |        |        |        |  |
|  |                  |                  |                  |             |             |                  |                  |                  |  |  |            |            |            |  |  |        |        |        |  |
|  |                  |                  | La Rochelle      | La Rochelle | 27          |                  |                  |                  |  |  |            |            |            |  |  |        |        |        |  |
|  | A2               | Exeter           | La Rochelle      | La Rochelle | 27          | 33               |                  |                  |  |  |            |            |            |  |  |        |        |        |  |
|  | A2               | Exeter           |                  |             |             |                  |                  |                  |  |  |            |            |            |  |  |        |        |        |  |
|  | B7               | Montpellier      | 33               |             |             |                  |                  |                  |  |  |            |            |            |  |  |        |        |        |  |
|  | B7               | Montpellier      | 33               |             | Exeter      | Exeter           | 42               |                  |  |  |            |            |            |  |  |        |        |        |  |
|  |                  |                  |                  |             | Exeter      | Exeter           | 42               |                  |  |  |            |            |            |  |  |        |        |        |  |
|  |                  |                  | Stormers         | Stormers    | 17          |                  |                  |                  |  |  |            |            |            |  |  |        |        |        |  |
|  | B3               | Stormers         | Stormers         | Stormers    | 17          | 32               |                  |                  |  |  |            |            |            |  |  |        |        |        |  |
|  | B3               | Stormers         |                  |             |             |                  |                  |                  |  |  |            |            |            |  |  |        |        |        |  |
|  | A6               | Harlequins       | 28               |             |             |                  |                  |                  |  |  |            |            |            |  |  |        |        |        |  |
|  | A6               | Harlequins       | 28               |             | Exeter      | Exeter           | 28               |                  |  |  |            |            |            |  |  |        |        |        |  |
|  |                  |                  |                  |             |             |                  |                  |                  |  |  |            |            |            |  |  |        |        |        |  |
|  |                  |                  | La Rochelle      | La Rochelle | 47          |                  |                  |                  |  |  |            |            |            |  |  |        |        |        |  |
|  | B1               | La Rochelle      | La Rochelle      | La Rochelle | 47          | 29               |                  |                  |  |  |            |            |            |  |  |        |        |        |  |
|  | B1               | La Rochelle      |                  |             |             |                  |                  |                  |  |  |            |            |            |  |  |        |        |        |  |
|  | A8               | Gloucester       | 26               |             |             |                  |                  |                  |  |  |            |            |            |  |  |        |        |        |  |
|  | A8               | Gloucester       | 26               |             | La Rochelle | La Rochelle      | 24               |                  |  |  |            |            |            |  |  |        |        |        |  |
|  |                  |                  |                  |             | La Rochelle | La Rochelle      | 24               |                  |  |  |            |            |            |  |  |        |        |        |  |
|  |                  |                  | Saracens         | Saracens    | 10          |                  |                  |                  |  |  |            |            |            |  |  |        |        |        |  |
|  | A4               | Saracens         | Saracens         | Saracens    | 10          | 35               |                  |                  |  |  |            |            |            |  |  |        |        |        |  |
|  | A4               | Saracens         |                  |             |             |                  |                  |                  |  |  |            |            |            |  |  |        |        |        |  |
|  | B5               | Ospreys          | 20               |             |             |                  |                  |                  |  |  |            |            |            |  |  |        |        |        |  |

### Ottavi di finale
| Arbitro: | Mathieu Raynal |

|                      |      |                   |
| Wiese 51’            | mt   |                   |
| Pollard 51’          | tr   |                   |
| Pollard 4’, 59’, 70’ | c.p. | 42’, 50’ Boffelli |

| Arbitro: | Wayne Barnes |

|                                                                                  |      |                                                               |
| J. Hendrikse 15’ Etzebeth 24’ Mbonambi 44’, 48’ Kok 53’ C. Bosch 57’ Mapimpi 63’ | mt   | 5’ Daly 31’ Kilcoyne 60’ Barron 68’ M. Haley 77’ F. Wycherley |
| C. Bosch 15’, 24’, 44’, 53’, 57’, 63’                                            | tr   | 5’, 31’, 60’, 68’, 77’ Crowley                                |
| C. Bosch 4’                                                                      | c.p. |                                                               |

| Arbitro: | Pierre Brousset |

|                                                            |      |                                                  |
| D. Fourie 1’, 28’ Kitshoff 8’ Willemse 47’ Engelbrecht 74’ | mt   | 3’, 77’ Dombrandt 78’ Esterhuizen 80+3’ Marchant |
| Libbok 1’, 74’                                             | tr   | 3’, 77’, 78’, 80+3’ M. Smith                     |
| Libbok 55’                                                 | c.p. |                                                  |

| Arbitro: | Mike Adamson |

|                                               |      |                                       |
| Bourgarit 21’ Thomas 25’, 77’ Kerr-Barlow 45’ | mt   | 12’ Harris 33’ Clarke 49’ Rees-Zammit |
| Hastoy 21’, 45’, 77’                          | tr   | 12’ Twelvetrees                       |
| Hastoy 5’                                     | c.p. | 15’, 55’, 70’ Twelvetrees             |

| Arbitro: | Luke Pearce |

|                                      |      |                      |
| Baird 19’ Gibson-Park 53’ Porter 62’ | mt   | 26’ Hume 57’ Herring |
| R. Byrne 19’, 53’, 62’               | tr   | 57’ Cooney           |
| R. Byrne 11’, 25’, 37’               | c.p. | 10’ Doak             |

| Arbitro: | Andrew Brace |

|                                                                 |      |                                              |
| Sio 22’ S. Simmonds 34’ Wyatt 55’ Iosefa-Scott 64’ Yeandle 100’ | mt   | 3’ Langdon 7’ Rattez 76’ Nouchi 93’ Carbonel |
| J. Simmonds 22’, 34’, 64’, 100’                                 | tr   | 3’, 93’ P. Garbisi                           |
|                                                                 | c.p. | 39’, 53’, 80+4’ P. Garbisi                   |

| Arbitro: | Matthew Carley |

|                                  |      |                       |
| Meafou 50’ Lebel 54’ Flament 64’ | mt   |                       |
| Ramos 50’, 54’, 64’              | tr   |                       |
| Ramos 7’, 11’, 17’, 33’          | c.p. | 1’, 34’, 44’ C. Smith |

| Arbitro: | Nika Amashukeli |

|                                              |      |                                |
| Malins 40’, 56’ Taylor 68’ Woolstencroft 79’ | mt   | 11’ M. Collins 22’ K. Williams |
| Farrell 40’, 56’, 68’                        | tr   | 11’, 22’ O. Williams           |
| Farrell 9’, 34’, 63’                         | c.p. | 45’, 52’ O. Williams           |

### Quarti di finale
| Arbitro: | Nika Amashukeli |

|                                                                                   |      |                                     |
| Ringrose 1’, 16’ Gibson-Park 52’ meta tecnica 58’ Penny 61’ O’Brien 71’ McKee 77’ | mt   | 37’ Watson 67’ Cracknell 74’ Potter |
| R. Byrne 1’, 16’, 52’, 61’, 71’, 77’                                              | tr   | 37’, 67’ Pollard 74’ Gopperth       |
| R. Byrne 31’, 50’                                                                 | c.p. | 6’ Pollard                          |

| Arbitro: | Karl Dickson |

|                                                                    |      |                                    |
| Mallía 35’, 56’ Ramos 47’, 72’ Mauvaka 68’ Retière 75’ Ntamack 78’ | mt   | 26’ G. Williams 52’ H. Chamberlain |
| Ramos 47’, 68’, 72’, 75’, 78’                                      | tr   | 26’, 52’ C. Bosch                  |
| Ramos 22’, 31’, 40’                                                | c.p. | 9’, 66’ C. Bosch                   |

| Arbitro: | Mathieu Raynal |

|                                                                          |    |                                       |
| Wyatt 13’ Nowell 21’ Woodburn 29’ S. Simmonds 45’ Yeandle 73’ Cairns 78’ | mt | 51’ Willemse 60’ Hartzenberg 76’ Orie |
| J. Simmonds 13’, 21’, 29’, 45’, 73’, 78’                                 | tr | 76’ Libbok                            |

| Arbitro: | Andrew Brace |

|                         |      |             |
| Kerr-Barlow 33’, 58’    | mt   | 65’ Mawi    |
| Hastoy 33’              | tr   | 65’ Farrell |
| Hastoy 1’, 4’, 23’, 68’ | c.p. | 21’ Farrell |

### Semifinali
| Arbitro: | Wayne Barnes |

|                                                          |      |                                 |
| Conan 16’, 20’ Sheehan 26’ v.d. Flier 57’ J. Jenkins 63’ | mt   | 8’ Ahki 34’ Meafou 80+2’ Willis |
| R. Byrne 16’, 20’, 26’, 57’, 63’                         | tr   | 8’, 34’ Ramos                   |
| R. Byrne 4’, 12’                                         | c.p. | 55’ Ramos                       |

| Arbitro: | Jaco Peyper |

|                                                                           |    |                                                          |
| Rhule 8’, 43’ Seuteni 22’ Alldritt 31’ Kerr-Barlow 38’, 67’ Bourgarit 52’ | mt | 5’ S. Simmonds 58’ Iosefa-Scott 69’ Woodburn 74’ Yeandle |
| Hastoy 8’, 22’, 38’, 43’, 52’, 67’                                        | tr | 5’, 58’, 69’, 74’ J. Simmonds                            |

### Finale
| Arbitro: | Jaco Peyper |

| |              | |
| Sheehan 1’, 11’ O’Brien 5’ | mt           | 19’ Danty 37’ Seuteni 71’ Colombe |
| R. Byrne 1’ | tr           | 19’, 37’, 71’ Hastoy |
| R. Byrne 23’, 30’, 46’ | c.p.         | 43’, 49’ Hastoy |
| · Keenan · 78’ O’Brien · Ringrose · 61’ Henshaw · Lowe · R. Byrne · 78’ Gibson-Park · 59’ Conan · v.d. Flier · Doris · 29’ Ryan · Molony · 44’ Furlong · 68’ Sheehan · Porter | Formazioni   | · Dulin · Leyds · Seuteni · Danty 74’ · Rhule · Hastoy · Kerr-Barlow 10-20’ · Alldritt · Botia 69’ · Boudehent 65’ · Skelton · Sazy 50’ · Atonio 59’ · Bourgarit 65’ · Wardi 59’ |
| · 68’ 71-81’ Kelleher · 78’ Healy · 44’ 78’ Ala'alatoa · 29’ Jenkins · 59’ Baird · 78’ McGrath · Frawley · 61’ Ngatai                                                         | Sostituzioni | · Lespiaucq 65’ · Sclavi 59’ · Colombe 59’ · Lavault 50’ · Bourdeau 69’ · Dillane 65’ · Berjon · Favre                                                                           |
| Leo Cullen | Allenatori   | Ronan O'Gara |